# 赫尔曼·古梅尔
赫尔曼·卡尔·古梅尔（德語：Hermann Karl Gummel，1923年7月5日—2022年9月5日），德国物理学家，主要从事半导体领域研究。

## 生平
1923年生于普鲁士汉诺威，1952年在菲利普斯大学获得物理学大学文凭。1957年在美国雪城大學获得半导体物理学博士学位。1956年加入贝尔实验室。主要从事半导体装置研究。曾提出数学模型，用来描述双极性晶体管的具体工作原理，成为集成电路通用模拟程序程序开发的核心。1983年获得电气电子工程师学会大卫·沙诺夫奖。1985年当选美国国家工程院院士。1994年，获得首届菲尔·卡夫曼奖。2022年9月5日逝世。

## 主要论文
- Gummel, Hermann; Lax, Melvin. . Annals of Physics. 1957, 2 (1): 28–56. Bibcode:1957AnPhy...2...28G. doi:10.1016/0003-4916(57)90034-9.
- Gummel, H. K.; Poon, H. C. . Bell Syst. Tech. J. May 1970, 49 (5): 827–852. doi:10.1002/j.1538-7305.1970.tb01803.x.
- Gummel, H. K.; Chawla, Basant R.; Kozak, Paul. . IEEE Transactions on Circuits and Systems. December 1975, CAS–22 (12): 901–910.